# Psidium longipetiolatum
Psidium longipetiolatum là một loài thực vật có hoa trong Họ Đào kim nương. Loài này được D.Legrand miêu tả khoa học đầu tiên năm 1961.